# Litawka
Litawka (lit. Lietava) – rzeka o długości 11 km na Litwie, w dorzeczu Niemna i zlewisku Morza Bałtyckiego, dopływ Wilii, administracyjnie położona na terenie rejonu janowskiego.